# Margarete von Flandern († 1285)

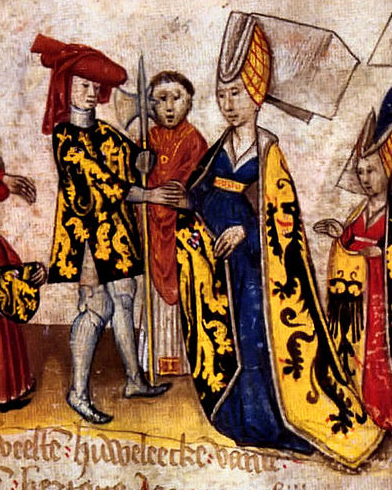
Herzog Johann I. von Brabant und seine Gemahlin Margarete von Flandern

Margarete von Flandern (* um 1251; † 3. Juli 1285) war eine Herzogin von Brabant.

## Leben
Margarete von Flandern war eine Tochter von  Guido I. aus dem Haus Dampierre, Graf von Flandern und Namur, und dessen erster Gattin Mathilde de Béthune. Sie wurde verlobt entweder 1266 mit Peter von Bretagne († 1268), Herr von Dinan etc., zweiter Sohn des Herzogs Johann I. von Bretagne, oder um 1256 mit Florens dem Vogt († 1258); jedenfalls kam aber die angestrebte Eheverbindung nicht zustande, da der Bräutigam bald nach der Verlobung starb.
1273 heiratete Margarete von Flandern schließlich Johann I., Herzog von Brabant († 1294), der kurz zuvor seine erste Gattin Margarete von Frankreich, Tochter des französischen Königs Ludwig IX., verloren hatte.
Aus der Ehe Margaretes von Flandern und Johanns I. gingen vier Kinder hervor:
- Gottfried (* 1273/74; † nach 1283)
- Johann II. der Friedfertige (* 27. September 1275; † 27. Oktober 1312), Herzog von Brabant und Limburg
- Margarete von Brabant (* 4. Oktober 1276; † 14. Dezember 1311), 1292 heiratete sie den späteren römisch-deutschen König Heinrich VII.
- Maria (* um 1278 † 2. November 1338), 1297 heiratete sie den Grafen Amadeus V. von Savoyen

Am 3. Juli 1285 starb Margarete von Flandern und wurde in der Franziskanerkirche in Brüssel beigesetzt, wo später auch ihr Gatte seine letzte Ruhe fand.